# ISO 3166-2:TP
Die zur Kennzeichnung geografischer Einheiten dienende Liste der ISO 3166-2-Codes für  Osttimor enthält ausschließlich den Code für  Osttimor. Es existieren keine weiteren Unterteilungen.

Dieser Code besteht nur aus einem Teil. Dieser gibt den Code gemäß ISO 3166-1 (für  Osttimor TP) wieder.
Die aktuellen Codes stehen auf der Seite der ISO unter #iso:code:3166:TP zur Verfügung.

Als Osttimor am 20. Mai 2002 endgültig unabhängig wurde, änderte man das Kürzel von TP (von Timor Português) auf TL (von Timor-Leste). Dies wurde im dritten Newsletter bekannt gegeben.